# Hospital John Radcliffe
El Hospital John Radcliffe es un gran hospital de tercer nivel en Oxford, Inglaterra.
Es el principal hospital de enseñanza de la Universidad de Oxford y de la Universidad de Oxford Brookes. Como tal, es un centro bien desarrollado de la investigación médica. También incorpora la Facultad de Medicina de la Universidad de Oxford. Es parte del grupo Oxford Radcliffe Hospitals NHS Trust. Fue nombrado en honor de John Radcliffe, un médico del siglo XVIII graduado en la Universidad de Oxford.

## Penicilina
El primer ser humano tratado con penicilina purificada fue el agente de policía Albert Alexander, el 12 de febrero de 1941 en la Enfermería Radcliffe (Radcliffe Infirmary, hoy parte de las instalaciones de la Universidad de Oxford). El paciente falleció unos días más tarde porque no se le pudo administrar suficiente fármaco.